# 阿特·海曼
阿瑟·布鲁斯·海曼（英語：Arthur Bruce Heyman，1941年6月24日—），美国NBA联盟的前职业篮球运动员。他在1963年的NBA选秀中第1轮第1顺位被纽约尼克斯选中。